# Radu Negru
Negru Vodă ("den Sorte Voivode" eller "den Sorte Prins"), også kendt som Radu Negru ("Radu [den] Sorte"), er den legendariske grundlægger af Valakiet.

## Navn
Radu er et navn, der stammer fra det slaviske ord for "glæde". I 2009 var Radu det 43. mest populære navn blandt rumænske drenge i den moderne stat Rumænien  og Moldova.

## Traditioner
Ifølge rumænske traditioner var Negru Vodă grundlægger og hersker af Valakiet  omkring 1290. Legenden blev første gang nævnt i Cantacuzino familiens annaler fra det 17. århundrede, som også siger, at prinsen byggede store kirker i Câmpulung og Curtea de Argeș, begge senere  hovedstæder i Valakiet. Dette er sandsynligvis en forveksling med Radu 1. af Valakiet, der regerede 1377-1383. Legender omkring arkitekten  Meșterul Manole nævner også Negru Vodă som kommissær for kirken og blander hans billede med billedet af vojvod Neagoe Basarab, der regerede på et meget senere tidspunkt end Radu 1.
I forskellige folketraditioner og legender blander Negru Vodăs billede sig med billedet af følgende herskere:
- Thocomerius, far til Basarab I
- Basarab I (ca. 1270–1351/52), Store Voivode af Valakiet
- Nicolae Alexandru, Voivode of Wallachia (ca. 1352 – 1364)
- Radu I, Voivode of Wallachia (ca. 1377 – ca. 1383)
- Neagoe Basarab, Voivode of Wallachia (1512-1521)